# Placówka Straży Celnej „Zbąszyń”

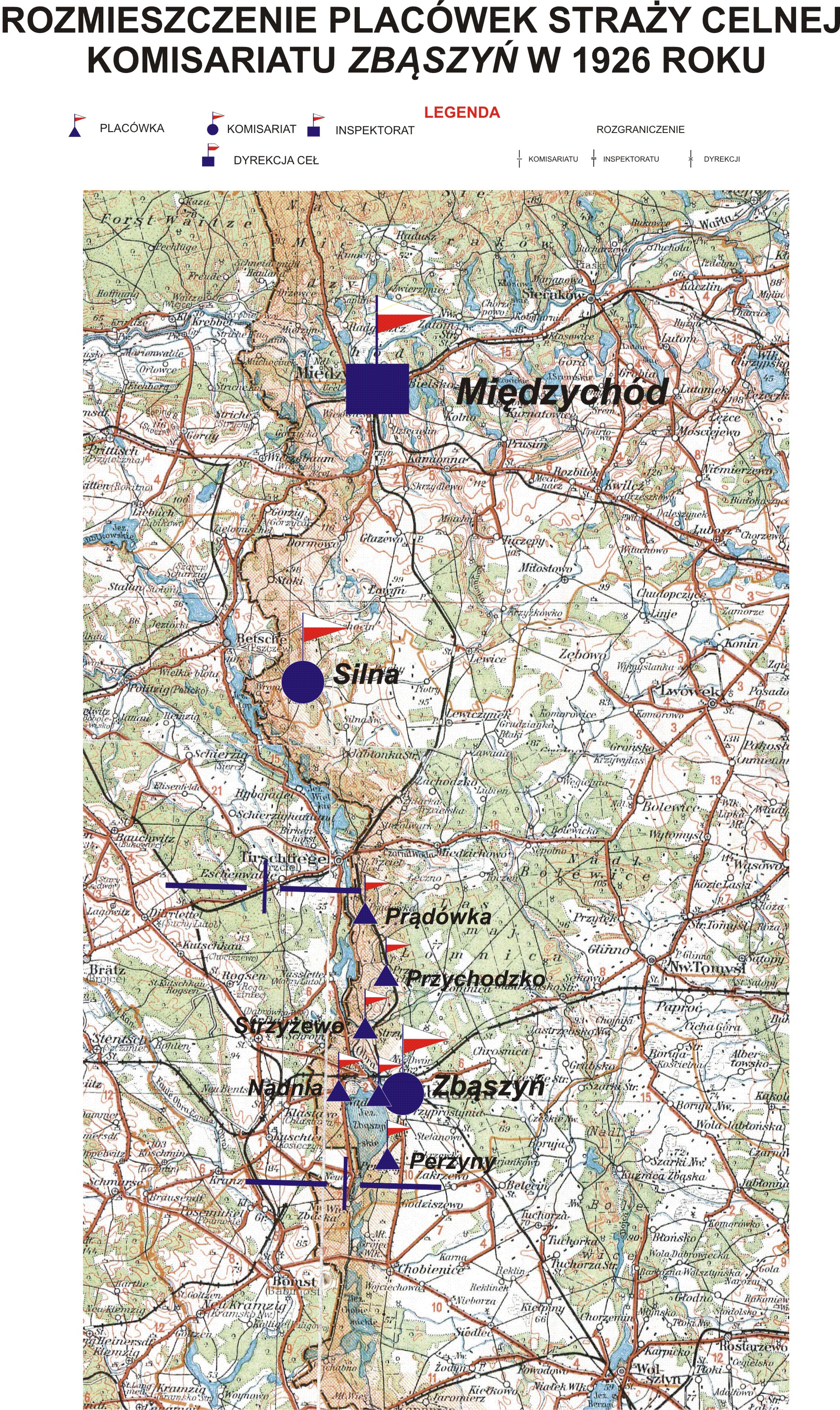
Rozmieszczenie placówek Straży Celnej Komisariatu Zbąszyń

Placówka Straży Celnej „Zbąszyń” – jednostka organizacyjna Straży Celnej pełniąca w okresie międzywojennym służbę ochronną na granicy polsko-niemieckiej.

## Formowanie i zmiany organizacyjne
Na wniosek Ministerstwa Skarbu, uchwałą z 10 marca 1920 roku, powołano do życia Straż Celną. Od połowy 1921 roku jednostki Straży Celnej rozpoczęły przejmowanie odcinków granicy od pododdziałów Batalionów Celnych. Proces tworzenia Straży Celnej trwał do końca 1922 roku. Placówka Straży Celnej „Zbąszyń” weszła w podporządkowanie komisariatu Straży Celnej „Zbąszyń” z Inspektoratu SC „Międzychód”.
W drugiej połowie 1927 roku przystąpiono do gruntownej reorganizacji Straży Celnej. W praktyce skutkowało to rozwiązaniem tej formacji granicznej. Ochronę północnej, zachodniej i południowej granicy państwa przejęła powołana z dniem 2 kwietnia 1928 roku Straż Graniczna.
Rozkazem nr 3 z 25 kwietnia 1928 roku w sprawie organizacji Wielkopolskiego Inspektoratu Okręgowego dowódca Straży Granicznej gen. bryg. Stefan Pasławski  określił strukturę organizacyjną komisariatu SG „Zbąszyń”. Placówka Straży Granicznej II linii „Zbąszyń” znalazła się w jego strukturze.

## Funkcjonariusze placówki
Kierownicy placówki
| stopień    | imię i nazwisko, numer | okres pełnienia służby | kolejne stanowisko |
| ---------- | ---------------------- | ---------------------- | ------------------ |
| przodownik | Leon Caliński (5)      | był w 1926             |                    |

Obsada personalna placówki w 1926:
- przodownik Leon Caliński (5)
- starszy strażnik Franciszek Adamski (1025)
- starszy strażnik Ludwik Kochanowski (3177)
- strażnik Franciszek Filipiak (580)
- strażnik Antoni Bawolski (829)
- strażnik Piotr Nowak (1545)
- strażnik Bolesław Grupa (628)
- strażnik Szczepan Stęsik (206)
- strażnik Marcin Zapawa (966)
- strażnik Jan Marchelek (1595)
- strażnik Michał Gmerek (1060)
- strażnik Roman Witkowski (921)
- strażnik Jan Kortus (1160)
- strażnik Jan Geisler (1383)
- strażnik Józef Torchała (877)
- strażnik Stanisław Skołozdrzy (815)
- strażnik Ignacy Milczyński (356)
- strażnik Roman Gałęzewski (2401)
- strażnik Konstanty Zięłek (3247)
- strażnik Józef Krysman (3170)
- strażnik Stanisław Nowak (42)